# 野幌駅

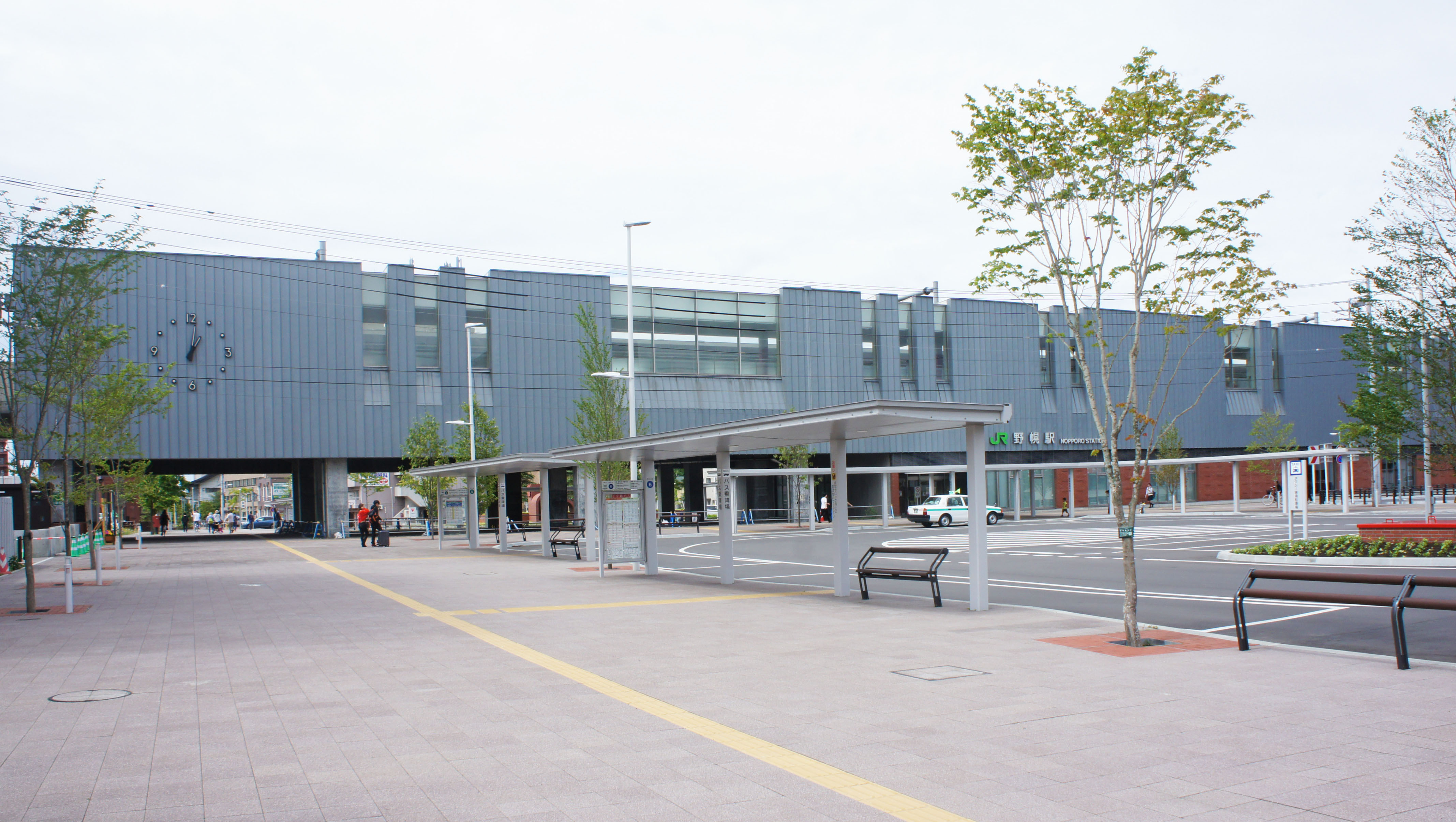
南口駅舎（2019年7月）

野幌駅（のっぽろえき）は、北海道江別市野幌町にある北海道旅客鉄道（JR北海道）函館本線の駅である。駅番号はA07。電報略号はノツ。事務管理コードは▲130128。
かつては夕張鉄道との乗換駅であり、急行「かむい」も停車していた。

## 歴史
- 1889年（明治22年）

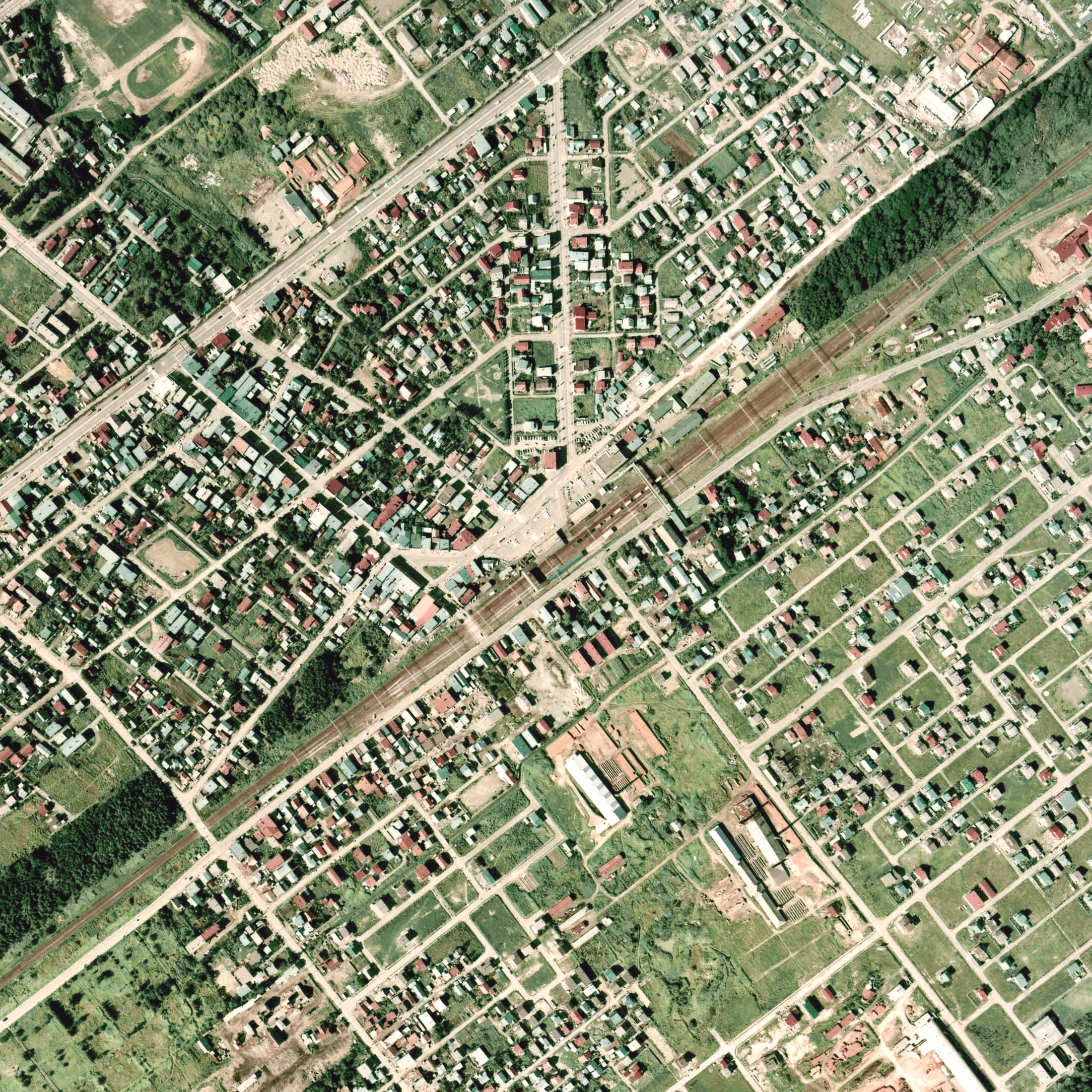
1976年の野幌駅と周囲約1 km範囲。右上の上が岩見沢方面、下が北海道炭礦汽船夕張鉄道の栗山、夕張本町方面。後者は既に本線自体は廃線になり、売却された北海鋼機専用線のみが運行されている。その外側には夕張鉄道の蒸気機関車用炭水設備や転車台、車庫等がそっくり残されている。
駅は中線2本を間に挟んで少しずれた単式と島式の複合ホーム2面3線で、駅裏側3番線から夕張鉄道が発着していた。駅舎横の岩見沢側に貨物ホームと引込み線2本を有し、駅舎側ホームの岩見沢側は島状に長く伸びている。また島式ホームの札幌側端部まで保線車用の待機線が敷かれていて、黄色い保線車が停車している。
駅の周囲には多くのレンガ工場が点在している。

  - 11月3日：官営幌内鉄道の駅（フラグ・ステーション）として開業[1]。
  - 12月11日：北海道炭礦鉄道に譲渡[1]。
- 1898年（明治31年）4月1日：北海道炭礦鉄道が野幌煉瓦製造所設置。専用線500 m敷設[注 1]。
- 1900年（明治33年）7月：停車場類焼（その後駅舎改築）。
- 1906年（明治39年）10月1日：北海道炭礦鉄道の鉄道路線国有化により、国有鉄道に移管[1]。一般駅[1]。
- 1930年（昭和5年）11月3日：夕張鉄道当駅 - 栗山間開業。ホームは旧ホーム2番線の反対側にあった。
- 1936年（昭和11年）10月7日：昭和天皇の北海道巡幸。札幌駅 - 野幌駅間でお召し列車が往復で運行[4]。
- 1967年（昭和42年）11月25日：鉄筋コンクリート造平屋建て駅舎に改築[新聞 2]。
- 1968年（昭和43年）8月：函館本線小樽—滝川間電化[5]。
- 1974年（昭和49年）4月1日：夕張鉄道当駅 - 栗山間旅客輸送休止。
- 1975年（昭和50年）4月1日：夕張鉄道貨物輸送廃止により全線廃止。
- 1985年（昭和60年）3月14日：貨物・荷物取扱い廃止[1]。
- 1986年（昭和61年）12月23日：南口開業[5][新聞 3]。
- 1987年（昭和62年）4月1日：国鉄分割民営化により、北海道旅客鉄道（JR北海道）の駅となる[1]。
- 1998年（平成10年）
  - 12月9日：北口に自動改札機を設置し、供用開始[6]。
  - 12月25日：南口に自動改札機を設置し、供用開始[6]。
- 2006年（平成18年）
  - 3月21日：南口に新型券売機を設置（継続定期券発売対応）。
  - 4月1日：南口の出札窓口を廃止。
- 2007年（平成19年）
  - 10月1日：駅ナンバリングを実施（A07）[報道 1]。
  - 11月17日：高架工事のため、北口駅舎が仮駅舎に移行。
- 2008年（平成20年）10月25日：ICカードKitaca使用開始。
- 2009年（平成21年）5月9日：高架工事のため、南口駅舎が仮駅舎に移行。
- 2011年（平成23年）10月23日：高架新駅舎開業[報道 2][新聞 4]。
- 2014年（平成26年）8月30日：駅構内全面禁煙化[報道 3]。
- 2015年（平成27年）
  - 1月31日：キヨスク閉店。
  - 11月：駅業務委託化[報道 4]。
- 2019年（平成31年）3月22日：南口広場完成[7]。
- 2022年（令和4年）度：話せる券売機を設置[8]。

旧駅舎・仮駅舎時代
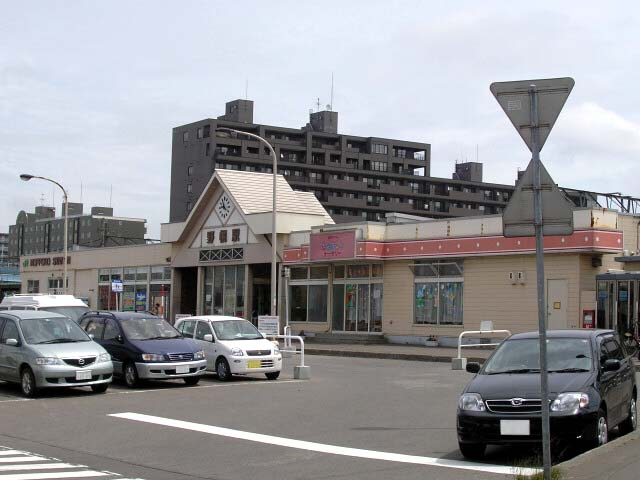
北口旧駅舎
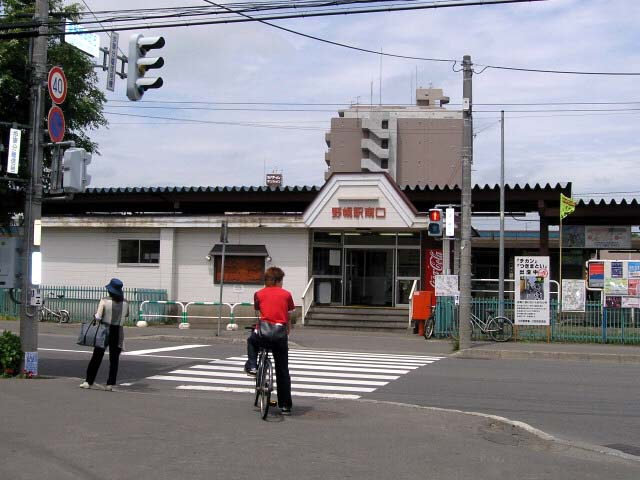
南口旧駅舎
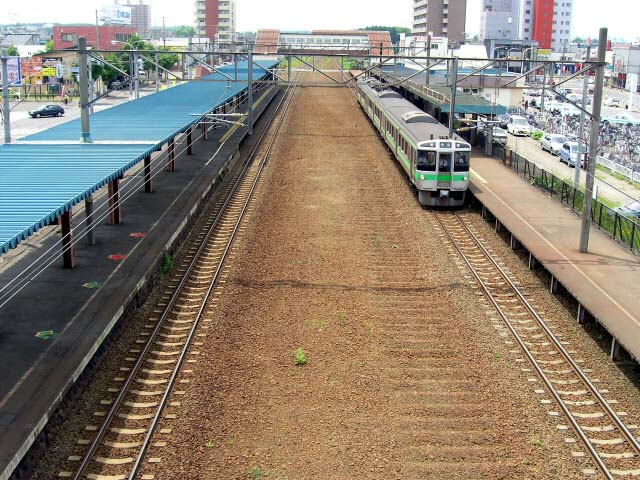
旧構内
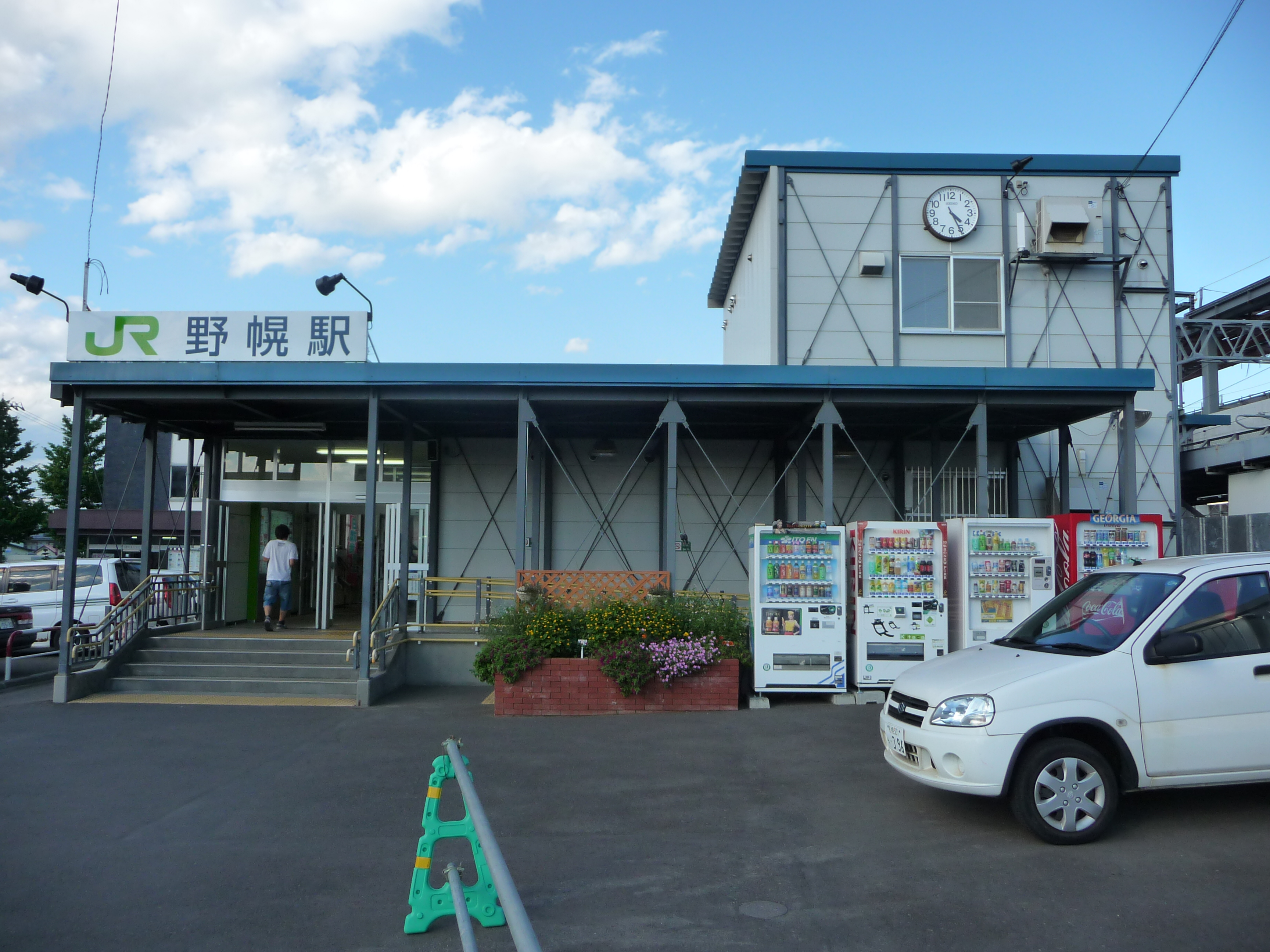
北口仮駅舎
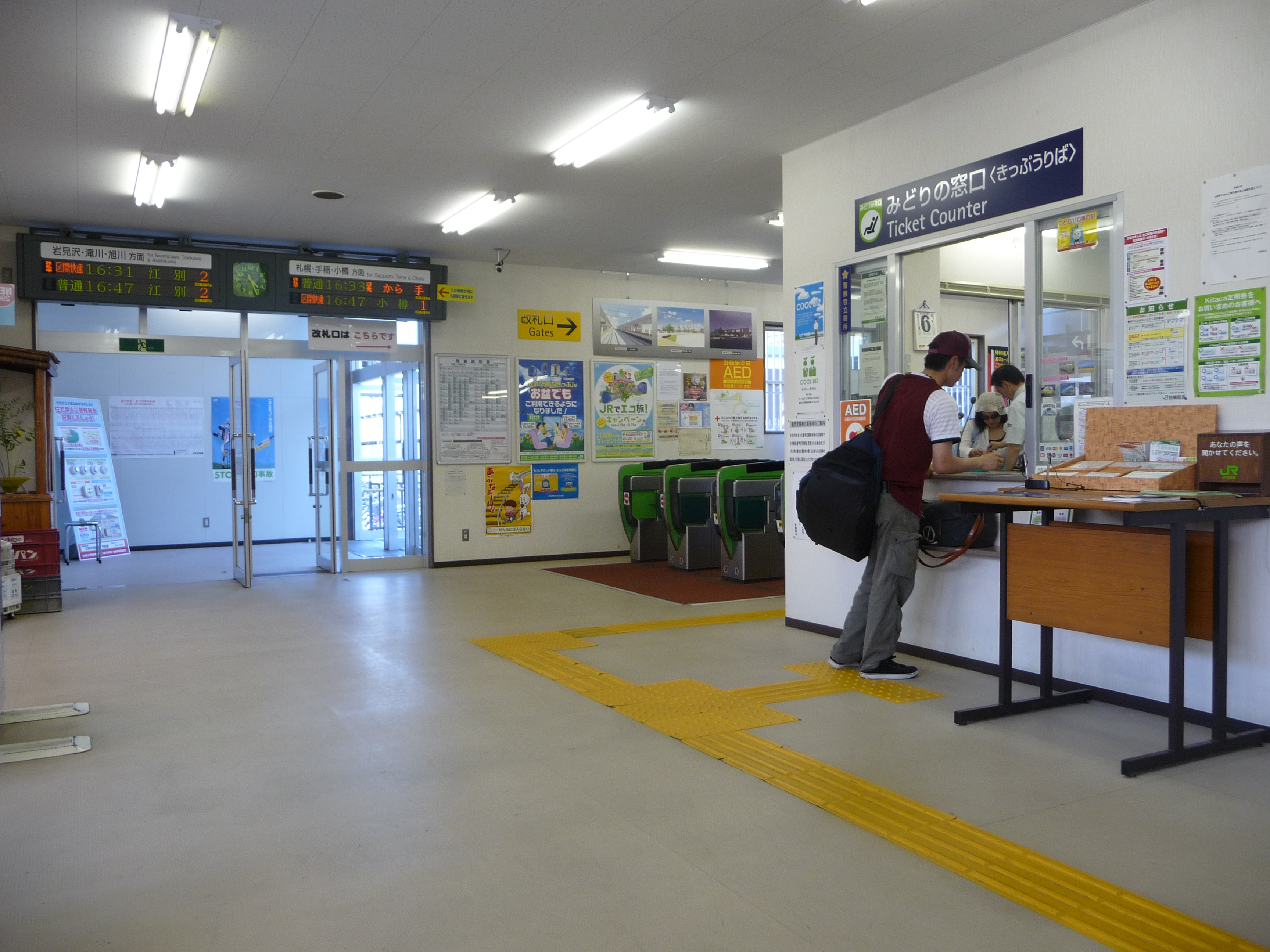
北口旧仮駅舎改札口
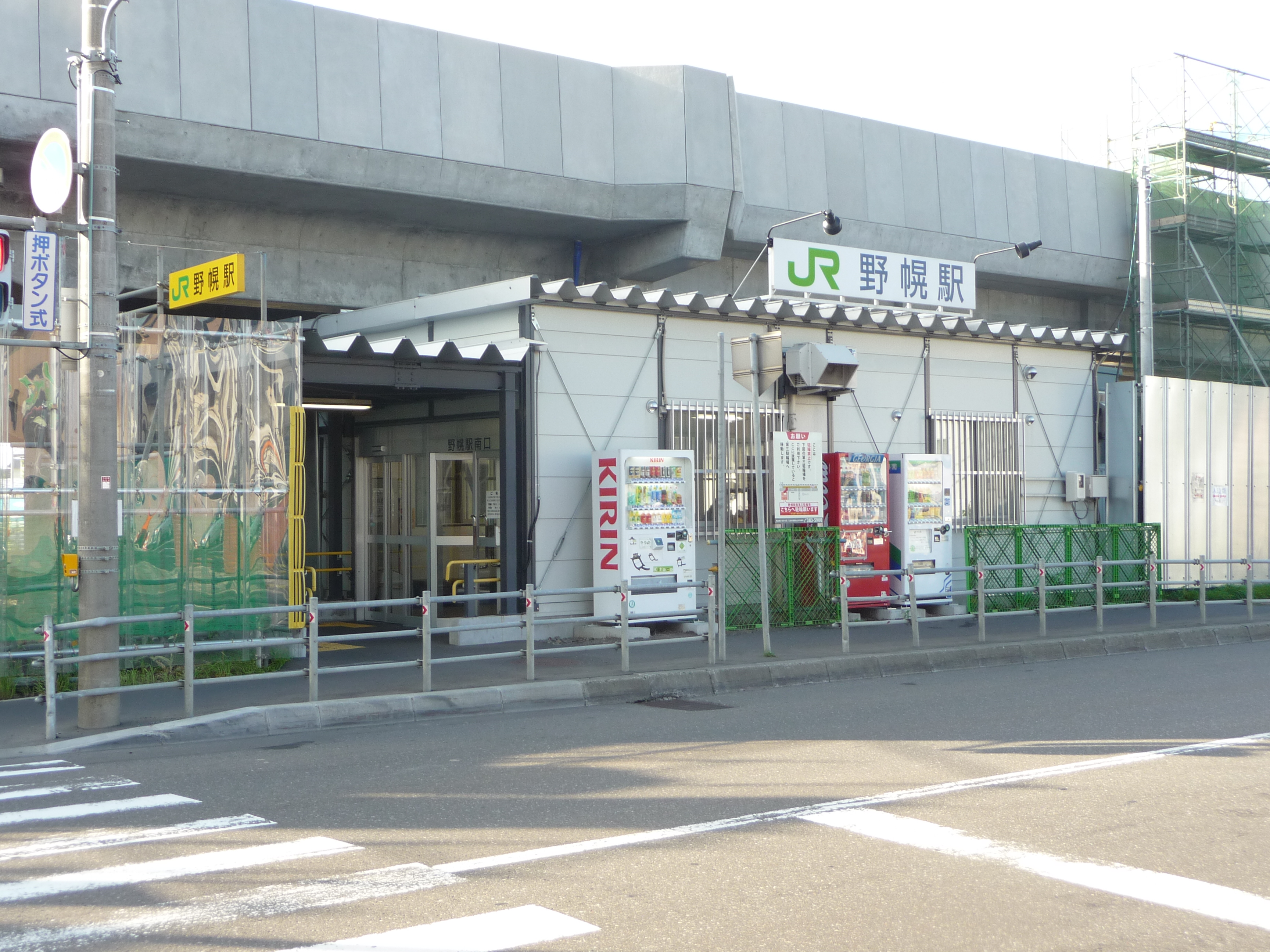
南口仮駅舎
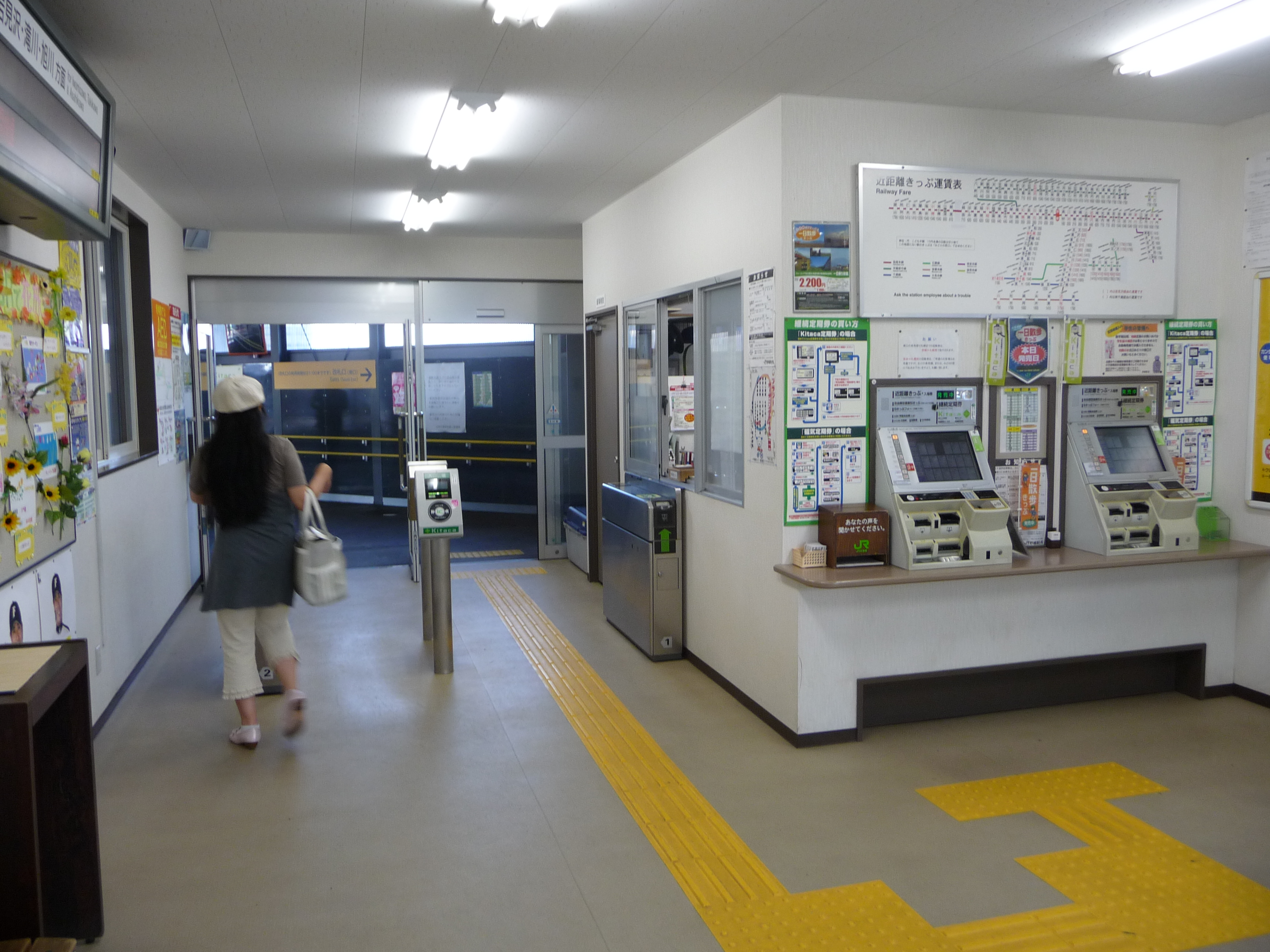
南口旧仮駅舎改札口
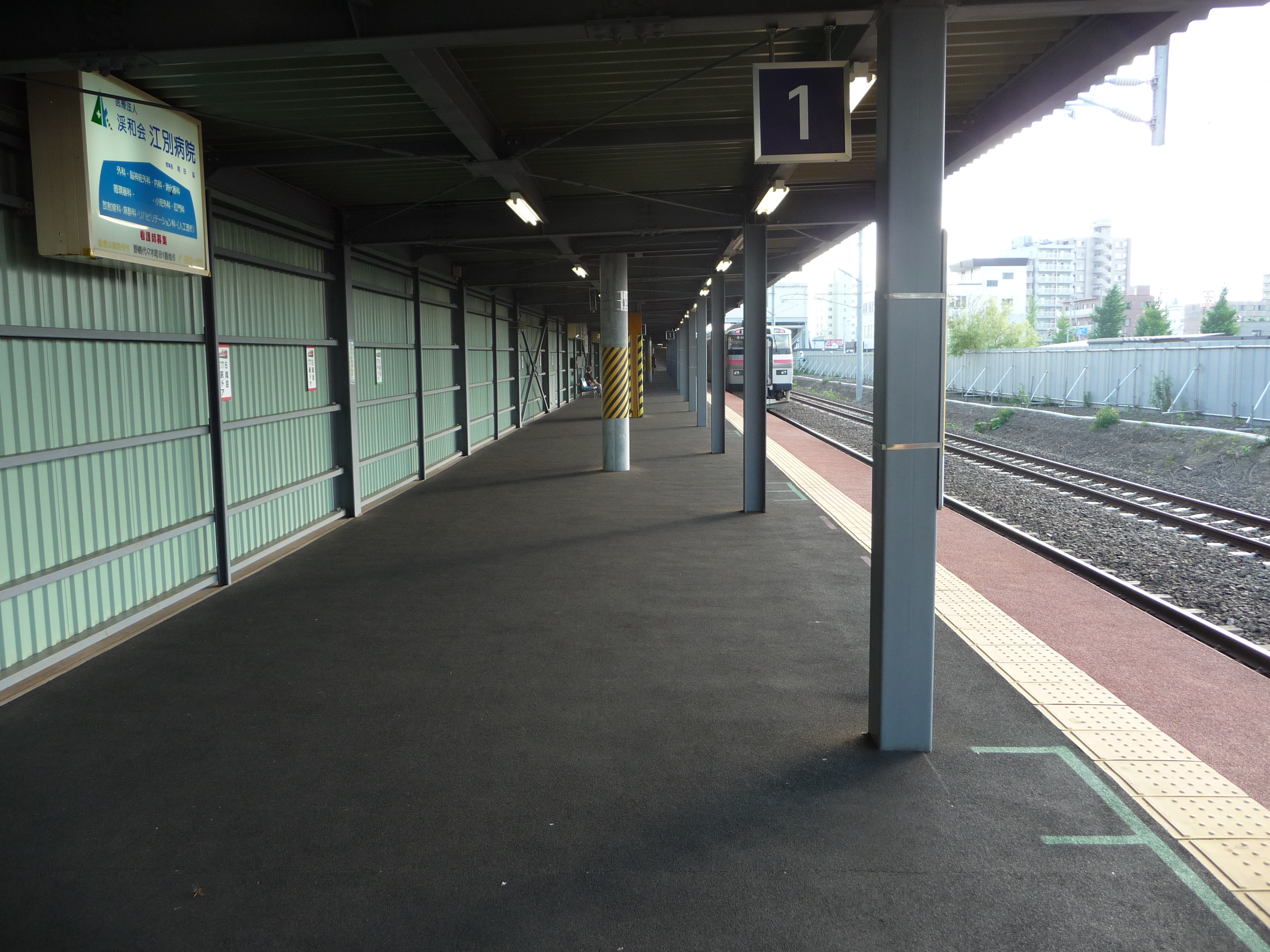
1番線旧仮設ホーム
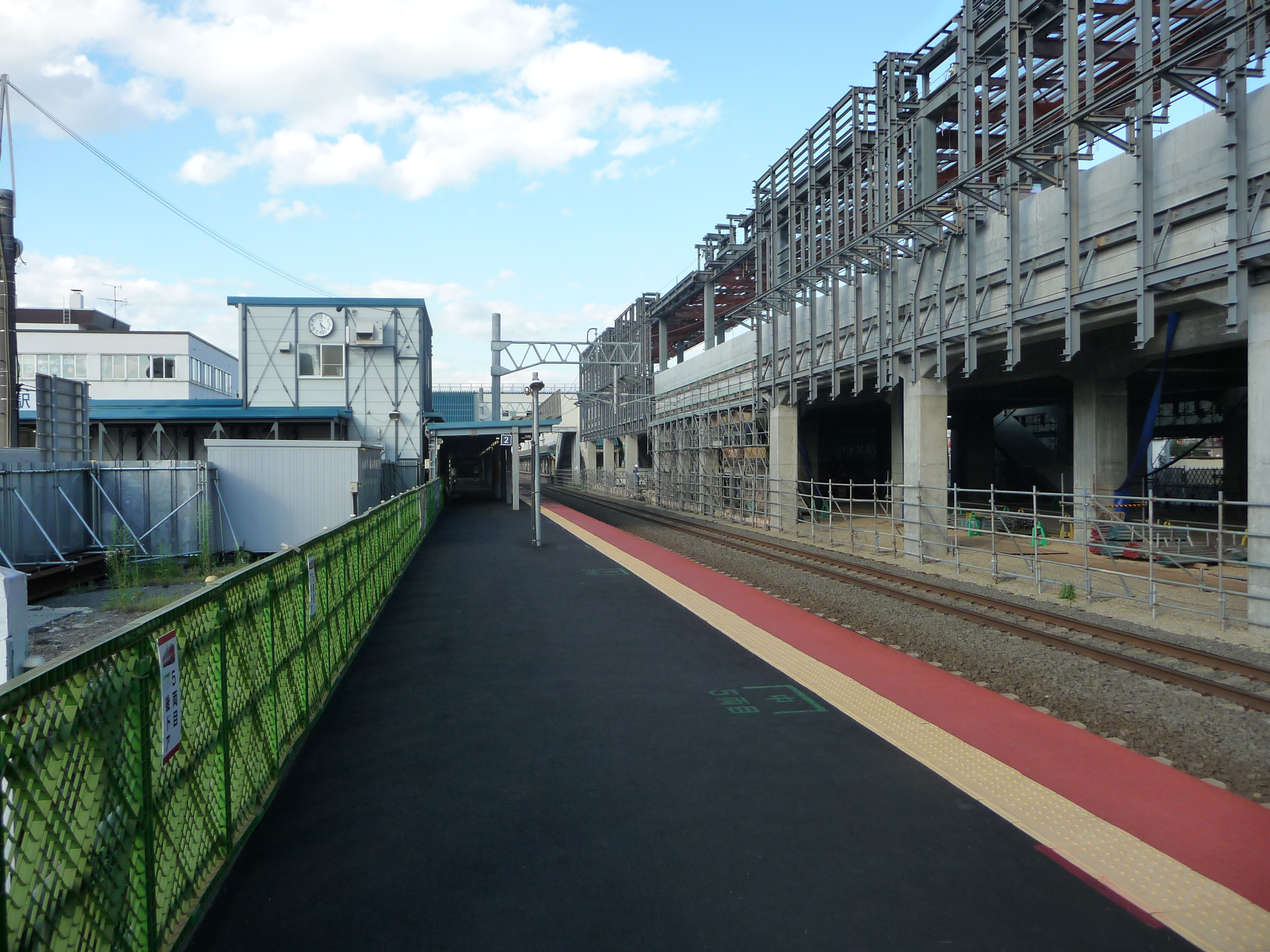
2番線旧仮設ホーム

## 駅構造
2面2線の相対式ホームを持つ高架駅であり、北海道ジェイ・アール・サービスネットによる業務委託駅。みどりの窓口、自動券売機、話せる券売機、自動改札機、エレベーター、エスカレーター設置。駅舎デザインはJR北海道と姉妹提携しているデンマーク国鉄（DSB）との共同によって「ひかり」をテーマにしており、江別市の木であるナナカマドをイメージしたレッドカラーをアクセントにしている。なお、地上駅として夕張鉄道が運行されていた頃は2面5線あり、同線廃止などに伴い中線を廃止し、最終的に1番線と2番線の間が大きく開いた2面2線の相対式ホームになっていた。

### のりば
| 番線 | 路線      | 方向 | 行先             |
| ---- | --------- | ---- | ---------------- |
| 1    | ■函館本線 | 上り | 札幌・小樽方面   |
| 2    | ■函館本線 | 下り | 江別・岩見沢方面 |

（出典：JR北海道：駅の情報検索）

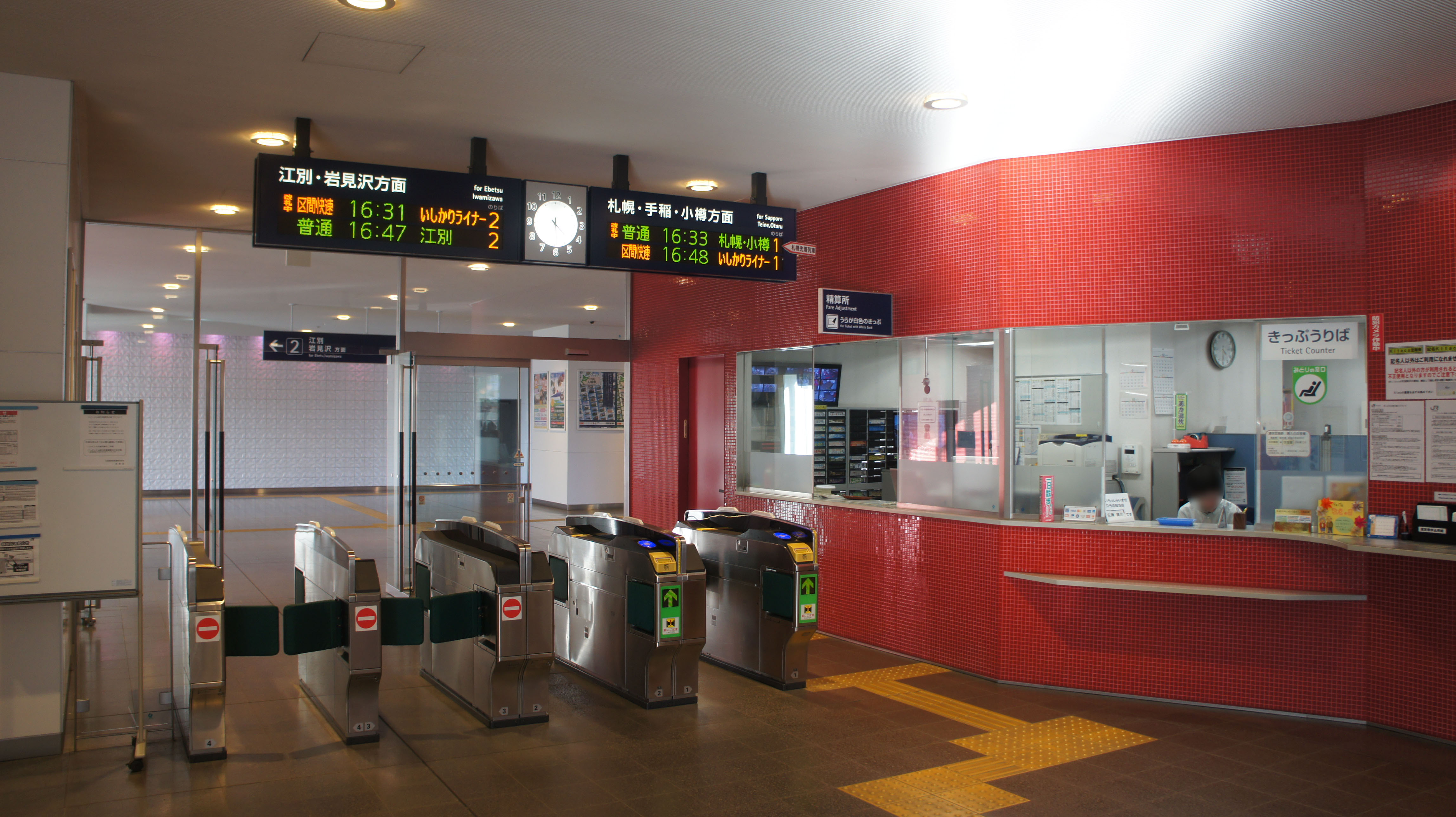
改札口
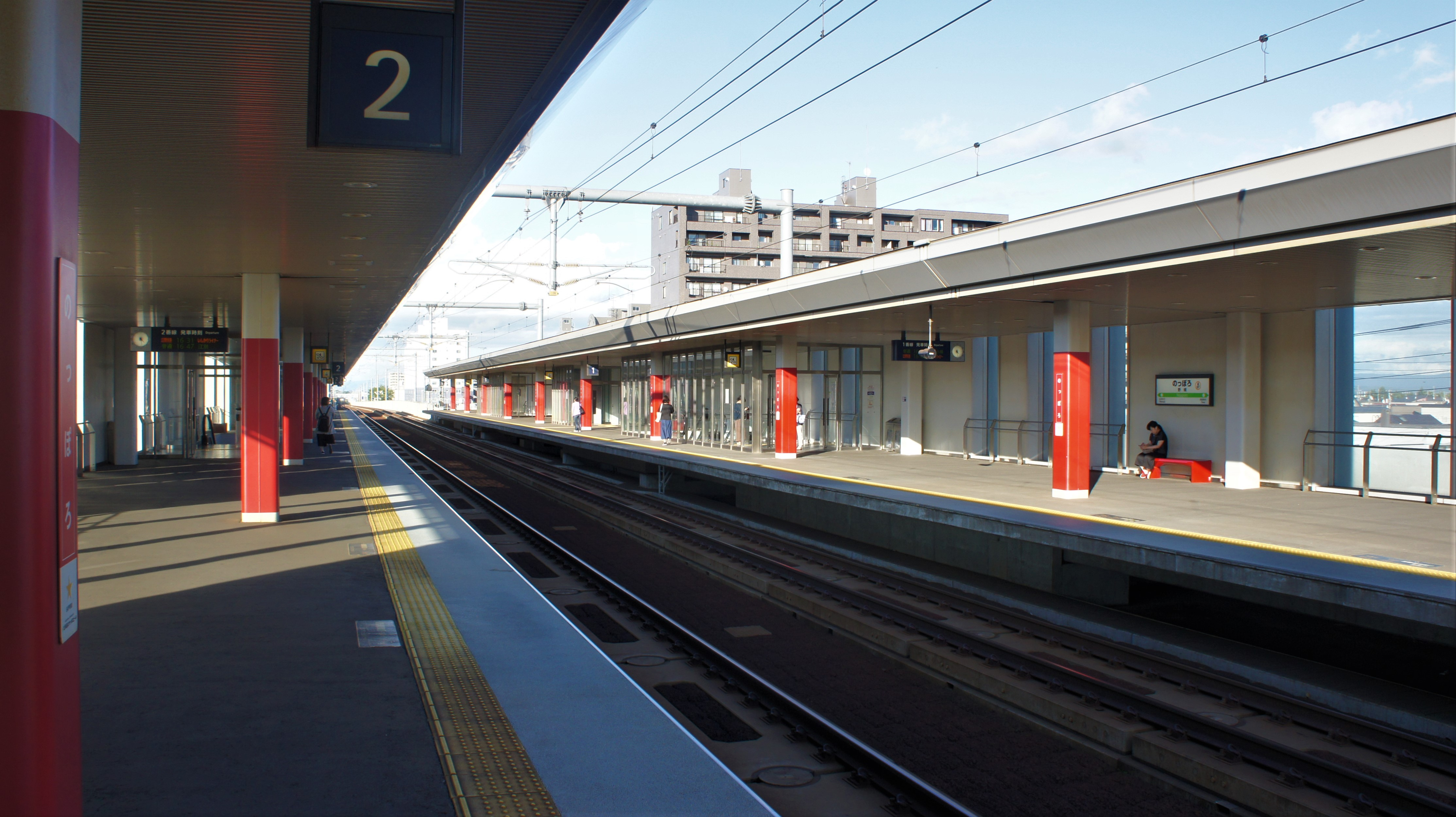
ホーム

## 利用状況
「江別市統計書」によると、近年の年度別乗車人員は以下の通りである。
| 年度               | 乗車人員（千人） | 乗車人員（千人） | 乗車人員 （一日平均） | 出典            |
| 年度               | 定期外           | 定期             | 乗車人員 （一日平均） | 出典            |
| ------------------ | ---------------- | ---------------- | --------------------- | --------------- |
| 2002年（平成14年） | 896              | 1,404            | 6,301                 | [ * 2 ]         |
| 2003年（平成15年） | 899              | 1,405            | 6,295                 | [ * 2 ]         |
| 2004年（平成16年） | 908              | 1,394            | 6,307                 | [ * 2 ]         |
| 2005年（平成17年） | 902              | 1,452            | 6,449                 | [ * 2 ]         |
| 2006年（平成18年） | 893              | 1,475            | 6,488                 | [ * 2 ] [ * 3 ] |
| 2007年（平成19年） | 875              | 1,520            | 6,544                 | [ * 3 ]         |
| 2008年（平成20年） | 839              | 1,521            | 6,466                 | [ * 3 ]         |
| 2009年（平成21年） | 811              | 1,524            | 6,397                 | [ * 3 ]         |
| 2010年（平成22年） | 812              | 1,539            | 6,441                 | [ * 3 ]         |
| 2011年（平成23年） | 849              | 1,567            | 6,601                 | [ * 4 ]         |
| 2012年（平成24年） | 863              | 1,579            | 6,690                 | [ * 4 ]         |
| 2013年（平成25年） | 881              | 1,597            | 6,789                 | [ * 4 ]         |
| 2014年（平成26年） | 841              | 1,578            | 6,627                 | [ * 4 ]         |
| 2015年（平成27年） | 855              | 1,559            | 6,596                 | [ * 4 ]         |
| 2016年（平成28年） | 849              | 1,571            | 6,630                 | [ * 5 ]         |
| 2017年（平成29年） | 839              | 1,568            | 6,595                 | [ * 5 ]         |
| 2018年（平成30年） | 2,372            | 2,372            | 6,499                 | [ * 6 ]         |
| 2019年（令和元年） | 2,343            | 2,343            | 6,402                 | [ * 7 ]         |
| 2020年（令和02年） | 1,713            | 1,713            | 4,693                 | [ * 1 ]         |
| 2021年（令和03年） | 1,708            | 1,708            | 4,679                 | [ * 1 ]         |
| 2022年（令和04年） | 1,861            | 1,861            | 5,099                 | [ * 1 ]         |

## 駅周辺
江別市では野幌駅を中心とする約240ヘクタールを都市活動の拠点と位置づけ、連続立体交差事業、土地区画整理事業、街路事業などによって中心市街地に相応しい都市空間の形成を目指す「江別の顔づくり事業」を進めてきた。北口駅前広場のロードヒーティングの熱源には、北海道内の駅前広場としては初めて再生可能エネルギーである地中熱を利用したシステムを取り入れている。南口には民設民営による市民交流施設と宿泊施設がオープンした。北口はイオン江別店、江別市民体育館、イオンタウン江別、江別市ガラス工芸館、錦山天満宮、渓和会江別病院、江別市消防本部、野幌郵便局、江別市情報図書館、南口はËBRI（旧ヒダ工場）、江別RTNパーク、北海道立野幌総合運動公園への最寄口になっている。
北口
- 道央農業協同組合（JA道央）野幌支店
- 野幌駅前ビル
- 野幌駅前郵便局
- 野幌病院
- 北海道信用金庫 野幌支店

南口
- ホテルリボーン野幌
- 市民交流施設「ぷらっと」
- スーパーセンタートライアル野幌店
- スーパーアークス野幌店
- ビッグハウス野幌店
- 北海道情報大学

## バス路線
北口と南口にそれぞれ停留所がある。これらの停留所の1日の平均乗車人員の合計は約570人である。また、エスコンフィールドHOKKAIDOの開業に合わせて、F VILLAGE行きシャトルバスの専用乗り場が設置されている。
「野幌駅北口」停留所
- ジェイ・アール北海道バス
  - 新札幌駅（新札幌バスターミナル）方面
  - 江別駅前・ゆめみ野東町方面
  - 野幌運動公園・北広島駅方面
- 北海道中央バス
  - 大麻西町・大麻駅前方面、あけぼの団地方面
  - 野幌7丁目方面
  - 江別市立病院・江別駅前方面
- エルム観光バス
  - F VILLAGE行シャトルバス（エスコンフィールドHOKKAIDOでの試合開催日のみ運行）

「野幌駅南口」停留所
- ジェイ・アール北海道バス
  - 新札幌駅（新札幌バスターミナル）方面
  - 情報大学前・野幌運動公園方面
- 夕張鉄道（夕鉄バス）
  - 新さっぽろ駅（新札幌バスターミナル）・札幌大通方面
  - あけぼの団地昭光福祉会・南幌東町方面

## 特急列車の停車要望
江別市および同市議会は2000年代後半から2010年代前半にかけて、野幌駅に特急列車を停車させるようJR北海道に要望していた。理由としては、江別市より人口の少ない市町村に特急停車駅がある点、道北方面への夜行列車廃止に伴い江別駅停車の特急列車が消滅し、市内から特急停車駅がなくなった点、「江別の顔づくり事業」によって利用客の増加が見込まれる点などを挙げていた。
これに対し、当時JR北海道からは札幌周辺では特急列車よりも快速列車の充実を図る企業方針および、2面2線の野幌駅では待避が不可能といった構造的理由から、受け入れは困難との回答が示され、実現には至らなかった。しかし市は、駅周辺への経済効果の波及や市の魅力の向上などに必要として今後も要望を続けていく姿勢を示していた。
その後しばらく目立った動きはなかったが、江別市は2020年1月6日の年頭記者会見にて特急列車を野幌駅または江別駅に停車させるよう年内に再度要望する方針を明らかにした。なお要望の理由については以前と異なり、札幌中心部への移動の利便性向上を求める市民のニーズに加え、野幌駅においては「江別の顔づくり事業」により誘致したホテルリボーン野幌（全65室）の開業、江別駅においては駅から約2Kmの場所に複合書店「蔦屋書店」の出店といった駅周辺の環境変化を挙げている。
なお、JR北海道はかつて要望を受け入れない理由の一つとしていた快速列車の充実については、快速通過駅（森林公園駅や苗穂駅など）の利用客増加を受け、方針を転換し快速列車（いしかりライナー）を廃止し普通列車に振り替えている。一方で、江別市がかつて特急停車の必要性の理由としていた利用客の増加についても、ほぼ横ばいで達成できていない状況（2007年→2018年）にあり、2020年の再要望では先述のように別の理由を挙げ、その点については言及を避けている。

## 隣の駅
北海道旅客鉄道（JR北海道）
■函館本線
大麻駅 (A06) - 野幌駅 (A07) - 高砂駅 (A08)